# Ulrich Lunscken
Hans-Ulrich Lunscken (* 14. Februar 1952 in Oldenburg (Oldenburg); † 23. Mai 2008 in Berlin) war ein deutscher Diplomat. Von August 2005 bis März 2007 war er Botschafter der Bundesrepublik Deutschland in Kuba.

## Leben
Nach dem Abitur am Alten Gymnasium Oldenburg 1971 studierte Lunscken Rechtswissenschaften und Volkswirtschaftslehre an den Universitäten Freiburg, Bonn und Köln. Seit 1972 war er Mitglied des Corps Rhenania Freiburg. Danach begann er seine Karriere als Wissenschaftlicher Mitarbeiter der FDP-Fraktion im Bundestag.
Auf den Eintritt in den Auswärtigen Dienst 1980 folgten Verwendungen im Auswärtigen Amt im Referat für Nordamerika sowie im Referat für Europäische Sicherheits- und Verteidigungspolitik, an der Deutschen Ständigen Vertretung bei den Vereinten Nationen in Genf als Referent für Menschenrechte sowie an der Botschaft in Polen als Wirtschaftsreferent sowie als Leiter des Rechts- und Konsularreferats.
Später war er Ständiger Vertreter des Botschafters in Senegal, Ständiger Vertreter des Leiters der Ständigen Vertretung beim Europarat in Straßburg sowie Ständiger Vertreter des Botschafters in Norwegen.
Von 2002 bis August 2005 war er Inspekteur des Auswärtigen Dienstes in der Zentralabteilung des Auswärtigen Amtes.
Lunscken war bis zum Jahre 2003 in der Zentralabteilung 1 mit Fragen der Mittelkontrolle an den deutschen Auslandsvertretungen befasst.
Im August 2005 wurde er Botschafter der Bundesrepublik Deutschland in Kuba. Lunscken wurde im Frühjahr 2007 krankheitsbedingt als Botschafter abberufen. Am 8. Juni 2008 veröffentlichte das Auswärtige Amt in dem in Berlin erscheinenden Tagesspiegel einen Nachruf, wonach Lunscken „plötzlich und unerwartet“ in Berlin verstorben sei.
Hans-Ulrich Lunscken hinterließ seine Frau und zwei Kinder. 